# Psychoda lebanica
Psychoda lebanica är en tvåvingeart som beskrevs av Vaillant och Moubayed 1987. Psychoda lebanica ingår i släktet Psychoda och familjen fjärilsmyggor.
Artens utbredningsområde är Libanon. Inga underarter finns listade i Catalogue of Life.